# Allée Viazemski
L'Allée Viazemski (en russe : Вя́земский переу́лок) est une rue locale du District de Petrograd à Saint-Pétersbourg, en Russie.

## Nom
Au XIXe siècle, cette rue s'appelait rue Lavalev (у́лица Лава́лева), puis Allée Zadny (За́дний переу́лок), Allée Glukhoy (Глухо́й переу́лок), et enfin Allée Viazemski, du nom de ses propriétaires, la famille Viazemski. Elle a été rebaptisée rue Belgorodskaya (Белгоро́дская у́лица) le 15 décembre 1952, mais un an plus tard, le 15 janvier 1954, le nom d'origine a été restauré.

## Rue
La rue mesure environ 500 mètres de long. Bien qu'elle soit appelée rue secondaire, elle est plus large (30 m) que les avenues principales du district de Petrograd : la perspective Kamennoostrovsky et la perspective Bolchoï (toutes deux environ 20 mètres).
Il y a plusieurs immeubles d'appartements, la 32e polyclinique (au numéro 3), le dortoir de l'Université d'État des technologies de l'information, de la mécanique et de l'optique de Saint-Pétersbourg (numéro 5-7) et le jardin Viazemski.

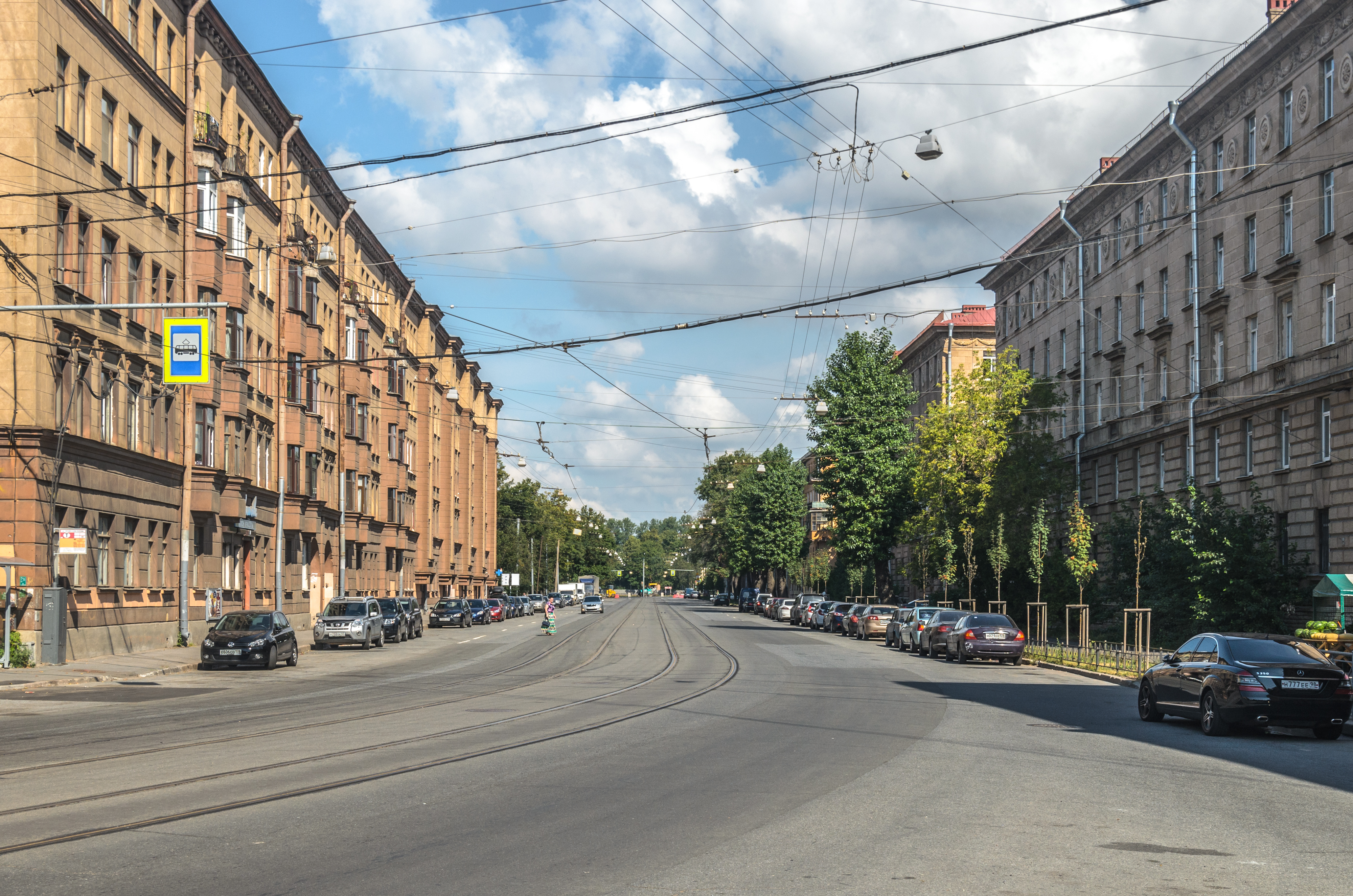
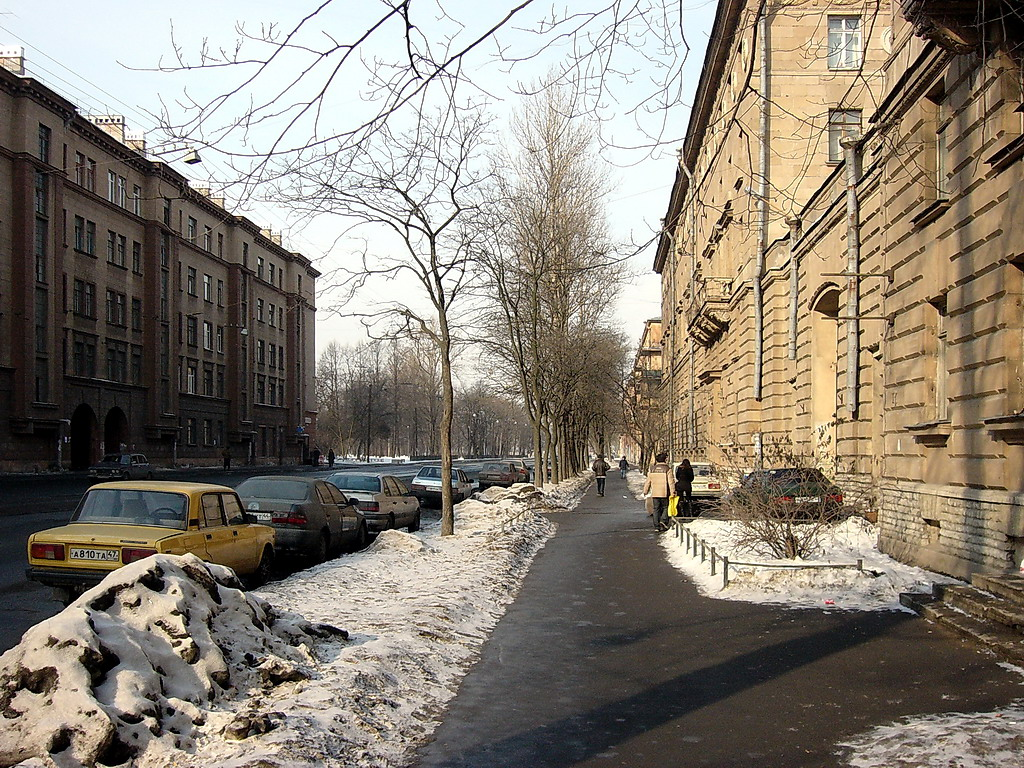